# Дренова (језеро)
Дренова је језеро које се налази у општини Прњавор, Република Српска, БиХ. Језеро је удаљено 10 км од Прњавора, и налази се у мјесном подручју Дренове и Доњих Вијачана. Из овога језера се град Прњавор напаја водом. Језеро је популарно међу риболовцима и редовно се порибљава.

## Екосистем
Језеро је станиште сома, шарана и различитих врста бијеле рибе. Вјерује се да се у муљевитом дну акумулационог језера Дренова крију примерци сома тешки и више од стотину килограма. Због изузетних претпоставки за риболов, чисте воде и очуване природе, те редовног уређивања оваг простора, спортско-риболовни савез Републике Српске је језеро прогласио риболовним ревиром.

## Историја

### Еколошка катастрофа
У првој половини септемрба 1995. године војни НАТО савез је бомбардовао Републику Српску. Током бомбардовања Републике Српске, војни НАТО савез је користио навођене ракете са осиромашеним уранијумом. У непосредној близини језера Дренова је пало неколико пројектила, а најмање један је погодио само језеро. Један пројектил је пао поред основне школе „Вук Караџић“ у Доњим Вијачанима поред језера, али није експлодирао. Специјални тим Војске Републике Српске је демонтирао тај неексплодирани пројектил. Ракете су уништиле бивши војни објекат ЈНА који се налазио неколико стотина метара од самог језера. Мјештани који су тада пецали рибу на језеру, су сам чин бомбардовања језера описали на сљедећи начин:
| „                            | Са другарима, Милом Савковићем и Владом Маринковићем, био сам те ноћи на обали језера, гдје смо ловили рибу. У раним јутарњим часовима нашу пажњу скренуо је продоран звук, који је стигао из правца Љубића. Само коју секунду касније одјекнула је страховита детонација уз јак бљесак на води. Бомба, која је завршила у води на неких 700 метара од мјеста гдје смо се налазили, је експлодирала. | ” |
| — Данко Цвијић, 10. 9. 2005. | |   |

Због састава пројектила које је војни НАТО савез користио приликом бомбардовања Републике Српске, односно због по људско здравље штетног радиоактивног осиромашеног уранијума, те због чињенице да се из језера напаја читав Прњавор, постоји бојазан да је дошло до загађења језера.
Мјештани и данас исказују сумњу да се попут неексплодираног пројектила који је пао у близини језера, и данас у самом језеру налази један неексплодирани пројектил са осиромашеним уранијумом. Због оправдане сумње, предузеће „Водовод“ из Приједора је у неколико наврата слало узорке воде из језера у Институт за нуклеарне науке „Винча“. Стручњаци из Винче су потврдили да у узорцима воде нема трагова зрачења, али запослени у водоводу не могу са сигурношћу да потврде да у језеру нема неексплодираних пројектила, због чега се узорци и даље редовно шаљу на испитивање.